# Laura Wade
Laura Wade (Bedford, 16 ottobre 1977) è una drammaturga e sceneggiatrice britannica.

## Biografia
Dopo la laurea in teatro all'Università di Bristol, Laura Wade entrò nel programma per giovani drammaturghi del Royal Court Theatre e la sua prima opera, Limbo, debuttò al Crucible Theatre di Sheffield nel 1996. Nel 2010 ottenne un primo grande successo con la pièce Posh al Royal Court Theatre, in scena con James Norton e Kit Harington; nel 2012 l'opera fu riproposta nel più capiente Duke of York's Theatre del West End, ancora una volta con reazioni positive di critica e pubblico. Nel 2014 la Wade ha curato anche l'omonimo adattamento cinematografico di Posh, scrivendo la sceneggiatura. Nel 2018 la sua nuova opera Home, I'm Darling ha fatto il suo debutto in Galles, prima di essere riproposta al National Theatre e nel West End londinese, dove vinse il Laurence Olivier Award alla migliore commedia.
Dal 2007 al 2011 è stata impegnata in una relazione con Samuel West e, dopo una separazione di due anni, la coppia si è riconciliata nel 2013. Laura Wade e Samuel West hanno avute due figlie, nate rispettivamente nel 2014 e nel 2017.

## Filmografia

### Sceneggiatrice
- Posh, regia di Lone Scherfig (2014)

## Opere teatrali
- Limbo (1996)
- Fear of Flying (1997)
- White Feathers (1999)
- 16 Winters (2000)
- The Wild Swans (2000)
- TwelveMachine (2001)
- The Last Child (2002)
- Young Emma (2003)
- Colder Than Here (2005)
- Breathing Corpses (2005)
- Other Hands (2006)
- Catch (2006)
- Alice (2010)
- Posh (2010)
- Home, I'm Darling (2018)